# Ulmețel
Ulmețel – wieś w Rumunii, w okręgu Vâlcea, w gminie Păușești-Măglași. W 2011 roku liczyła 464 mieszkańców.